# Busscar
Busscar Ônibus S.A. — бразильский производитель всех типов автобусов, от особо малого класса до особо большого, а также троллейбусов.
Micro Buss — самый малый автобус фирмы, длиной 6,5 метров.
Urbanuss — серия городских автобусов в двухосном и трёхосном (сочленённом) варианте.
EL Buss — междугородные автобусы на разнообразных шасси.
Jum Buss и Vista Buss — двух- и трёхосные туристические автобусы с высокой крышей.
Panoramico DD — туристические двухэтажные автобусы, являющиеся флагманом фирмы. Они
изготовляются в разных вариантах длины: от 13,2 до 15 метров, трёх- и четырёхосные.
Busscar работает в сотрудничестве с Mercedes-Benz, Scania, Volvo, а также использует их шасси для разработки автобусов.